# Sens de circulation des trains
Pour les articles homonymes, voir Sens de circulation.
Pour un pays donné, le sens de circulation des trains peut être par défaut sur la droite ou la gauche d'une double voie. Ce choix est dépendant de réglementations particulières, d'habitudes liées à la circulation routière ou lié à la construction de la ligne.
En Belgique, en France (à l'exception de l'Alsace-Moselle), en Italie, en Suède et en Suisse les trains circulent sur la voie de gauche, contrairement aux automobiles. Dans les îles Britanniques et au Japon, les trains et les automobiles roulent à gauche. En Allemagne, aux Pays-Bas, en Pologne, en Espagne, au Canada ou aux États-Unis, les trains et les automobiles roulent à droite.
Certains pays ont des lignes équipées de voies banalisées, où circulation des deux côtés dans les deux sens de marche est possible, comme sur la section de ligne de Dijon-Ville à Blaisy-Bas en France.
La position du poste de conduite diffère selon les matériels et le sens de circulation : en Belgique, par exemple, où la conduite est à gauche, des automotrices ont un poste de conduite à droite[réf. souhaitée]. Cela est néanmoins moins gênant avec la disparition des machines à vapeur, le poste de conduite sur les locomotives diesel ou électriques se trouvant sur l'avant de la motrice, avec un pare-brise large. Sur les nouveaux trains, comme les trains à grande vitesse, le poste de conduite est dans l'axe de la locomotive (poste central).

## Historique

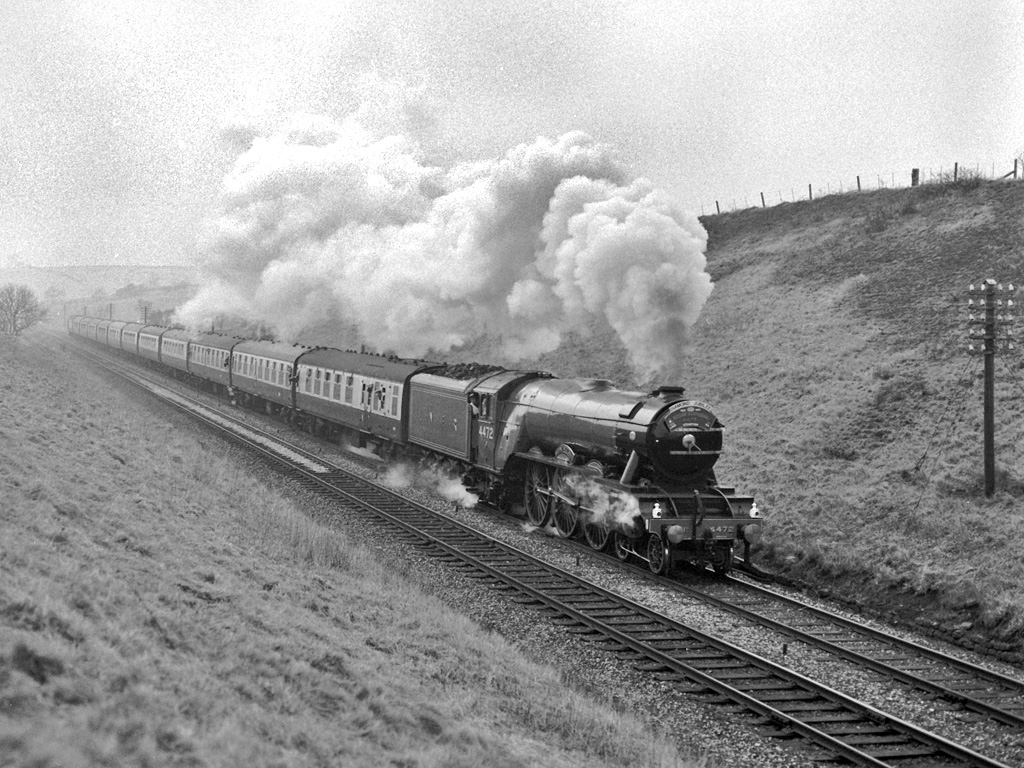
Train à vapeur britannique circulant à gauche.

Les trains apparaissent au XIXe siècle en Angleterre. Lors de l'apparition des doubles voies et le développement du réseau, se pose la question du sens de circulation. En 1835, le Highway Act anglais définit le sens de circulation à gauche. La France et l'Allemagne adoptent aussi, à la suite, ce sens de circulation. 
En Allemagne, les chemins de fer du grand-duché de Bade passèrent à droite en 1855 suivis par la compagnie de Hanovre et la ligne Leipzig-Dresde. En France, les trains restèrent à gauche sauf en Alsace-Moselle, région qui devint allemande entre 1870 et 1918 (la fin du XIXe siècle est celle de la construction des lignes de chemin de fer), et où la circulation des trains passa à droite et est restée ainsi depuis. En 1918, après le rattachement de l'Alsace-Moselle à la France, il aurait été trop coûteux de changer le sens de circulation des trains. Le passage des trains de l'Alsace au reste de la France nécessite la construction de sauts-de-mouton. Également du fait d'une annexion, en Autriche, suivant les régions et les réseaux, les trains circulaient à droite ou à gauche : après l'Anschluss en 1938, les Allemands décidèrent d'y faire circuler les trains à droite comme en Allemagne, mais ce changement de sens ne fut pas achevé sur tout le pays. Si sur une grande partie du réseau autrichien, la circulation est à droite, il reste des portions à circulation à gauche. 
La grande vitesse en Europe amène à des sens de circulation différents sur un même territoire. Ainsi,   par exemple, sur la HSL-Zuid (partie néerlandaise de la ligne à grande vitesse Schiphol - Anvers), les trains roulent à gauche comme en Belgique depuis la frontière jusqu'à hauteur de la gare de Rotterdam-Lombardie (nl), où cette ligne n'a pas de quai, c'est-à-dire presque jusqu'à Rotterdam-Central. En Alsace-Moselle, où la circulation se fait à droite, les TGV circulent à gauche sur la LGV Est.

## Sens de circulation par pays
Grossièrement, la circulation des trains en Amérique du Nord et en Europe centrale, orientale et du nord (sauf en Suède) est à droite. La circulation en Amérique du Sud, en Europe de l'Ouest (sauf en Espagne), en Asie et dans la plupart de l'Afrique est à gauche.
| Pays où les trains roulent généralement à gauche | Pays où les trains roulent généralement à droite | Pays où les deux sens existent suivant les lignes |
| --- | --- | ------------------------------------------------- |

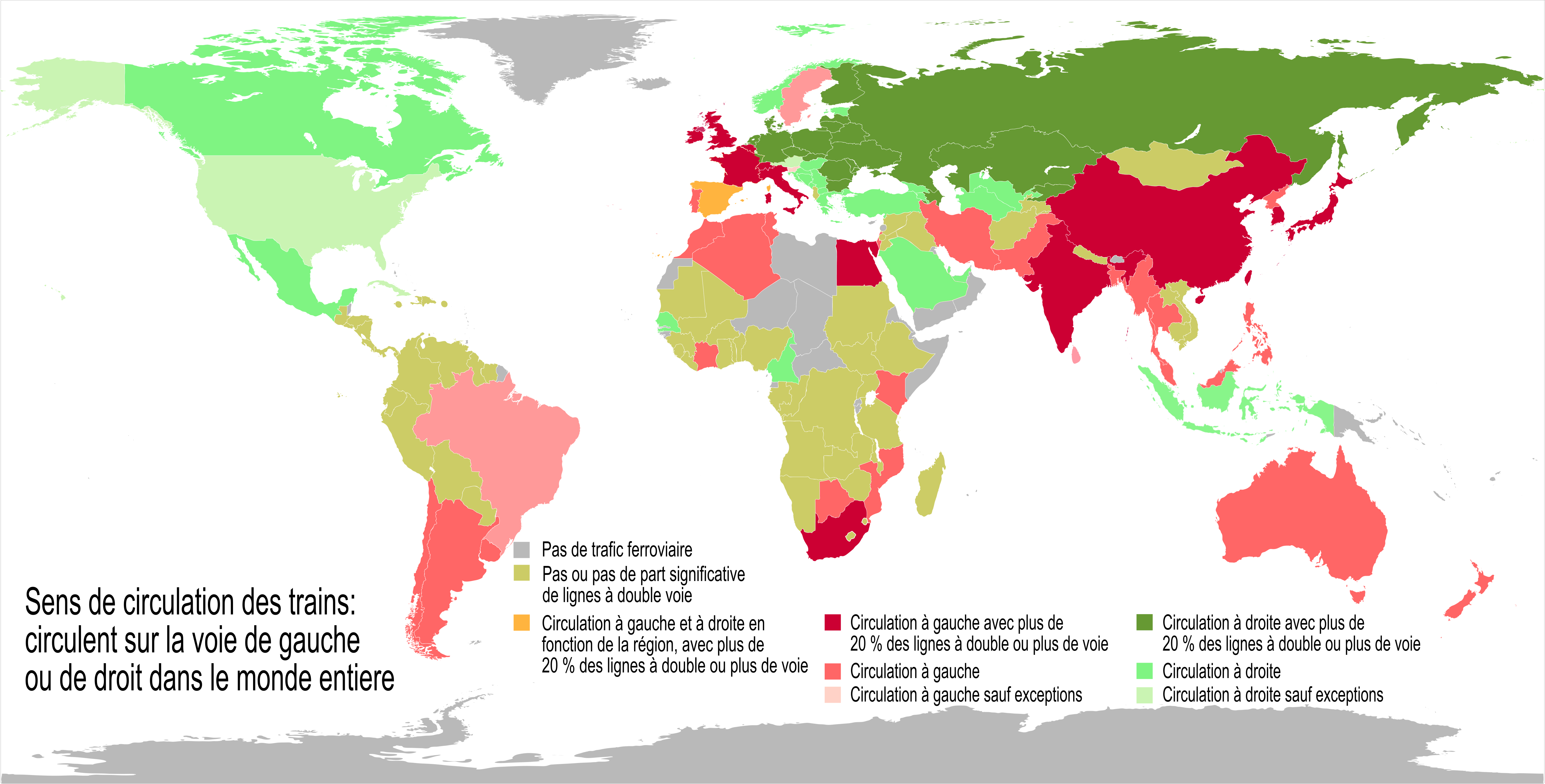
Sens de circulation des trains dans le monde.

| - Afrique du Sud - Algérie - Argentine - Australie - Belgique - Corée du Sud - Égypte - France (excepté en Alsace-Moselle — hors LGV Est ; sur la ligne C des trains de Toulouse ; pour les tram-trains et métros — hors métro de Lyon ; sur la ligne 11 du tramway d'Île-de-France) - Hong Kong - Inde - Indonésie - Iran - Irlande - Italie - Libye - Japon - Malaisie - Maroc - Mozambique - Pakistan - Portugal - Royaume-Uni - Singapour - Slovénie - Suède - Suisse - Taïwan (excepté le Taipei Rapid Transit System) - Tunisie | - Albanie - Allemagne - Bolivie - Brésil - Bulgarie - Cameroun - Canada - Chili - République populaire de Chine (excepté pour Hong-Kong et Macao) - Colombie - Costa Rica - Cuba - Danemark - République Dominicaine - Équateur - Espagne - États-Unis d'Amérique (excepté sur le réseau Chicago and North Western) - Finlande - Grèce - Guatemala - Honduras - Hongrie - Israël - Liban - Luxembourg (excepté entre Luxembourg et Arlon) - Mexique - Nicaragua - Norvège - Panama - Paraguay - Pays-Bas (excepté la portion sud de la HSL Zuid) - Pérou - Pologne - Roumanie - Russie (excepté entre Moscou et Riazan) - Salvador - Sénégal - Slovaquie - République Tchèque - Turquie - Uruguay | - Autriche - Érythrée - Éthiopie                  |

## Changement de sens de circulation

Schéma d'un saut-de-mouton pour changement de sens de circulation

Lorsque dans des territoires adjacents le sens de circulation n'est pas le même, deux solutions sont possibles pour passer d'un sens de circulation à l'autre :
- soit dans une grande gare, selon la géométrie des lignes aboutissant à une extrémité de la gare ou à l'autre et des aiguillages qui les relient aux quais de la gare ;
- soit en pleine ligne, à l'aide d'un saut-de-mouton permettant d'éviter un croisement à niveau (voir figure ci-contre).